# Patinage artistique aux Jeux olympiques de 1976
Navigation
Sapporo 1972 Lake Placid 1980
Les épreuves de patinage artistique aux Jeux olympiques d'hiver de 1976 se déroulent du 4 au 13 février 1976 à l'Olympiahalle d'Innsbruck en Autriche, sur le même site que les Jeux de 1964.  
Les compétitions regroupent dix-huit pays et cent-cinq athlètes (cinquante-deux hommes et cinquante-trois femmes). C'est la première fois que le nombre d'athlètes dépasse la centaine, avec l'introduction d'une quatrième discipline, la danse sur glace, comme sport olympique.
Quatre épreuves sont disputées :
- Concours Messieurs (le 8 février pour les figures imposées, le 9 février pour le programme court et le 11 février pour le programme libre).
- Concours Dames (le 10 février pour les figures imposées, le 11 février pour le programme court et le 13 février pour le programme libre).
- Concours Couples (le 5 février pour le programme court et le 7 février pour le programme libre).
- Concours Danse sur glace (les 4 et 5 février pour les danses imposées et le 9 février pour la danse libre)

Pour la première fois dans l'histoire des Jeux olympiques, un programme court est ajouté aux compétitions masculines et féminines, en plus des figures imposées et du programme libre. Ce programme court avait déjà été introduit à partir des championnats européens et des mondiaux de 1973.

## Participants

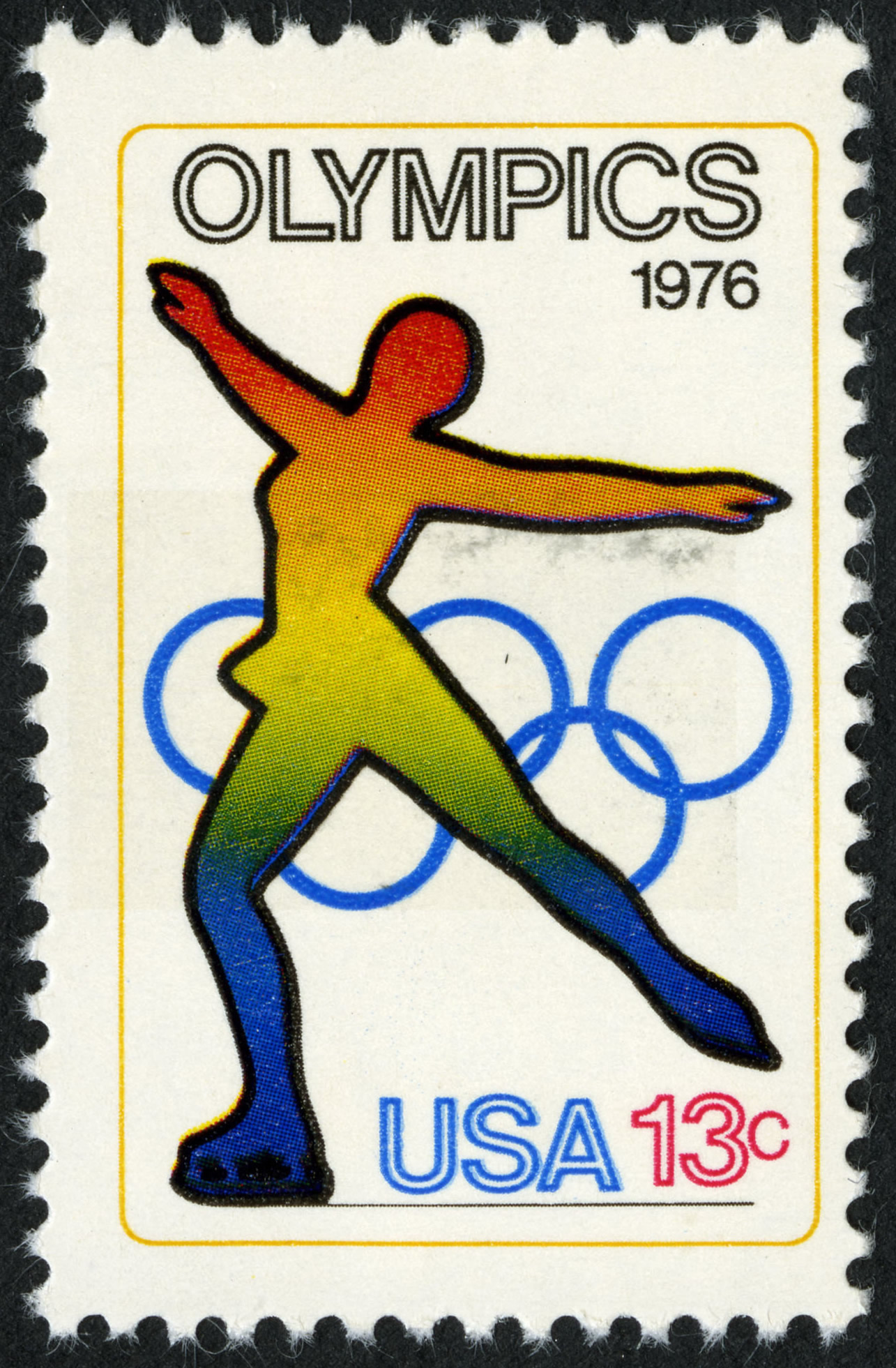
Timbre américain émis à l'occasion des XIIe Jeux olympiques d'hiver.

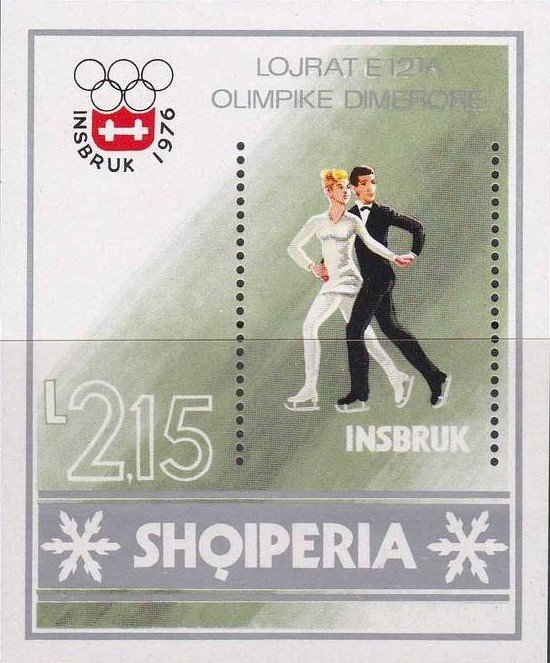
Timbre albanais émis à l'occasion des XIIe Jeux olympiques d'hiver.

105 patineurs de 18 nations participent aux Jeux olympiques d'hiver de 1976 : 52 hommes et 53 femmes.
| Pays                 | Participants Hommes | Participantes Femmes | Nombre d'hommes | Nombre de femmes | Nombre total |
| -------------------- | --- | --- | --------------- | ---------------- | ------------ |
| Allemagne de l'Est   | Jan Hoffmann Uwe Kagelmann Veit Kempe Rolf Österreich | Christine Errath Manuela Groß Romy Kermer Anett Pötzsch Kerstin Stolfig Marion Weber                                    | 4               | 6                | 10           |
| Allemagne de l'Ouest | Eberhard Rausch | Isabel de Navarre Corinna Halke Dagmar Lurz                                                                             | 1               | 3                | 4            |
| Australie            | William Schober | Sharon Burley | 1               | 1                | 2            |
| Autriche             | Peter Handschmann Ronald Koppelent Michael Nemec | Susanne Handschmann Claudia Kristofics-Binder Ursula Nemec                                                              | 3               | 3                | 6            |
| Canada               | Stan Bohonek Toller Cranston Donald Fraser Eric Gillies David Porter Ron Shaver                                                                                  | Kim Alletson Barbara Berezowski Susan Carscallen Candace Jone Lynn Nightingale                                          | 6               | 5                | 11           |
| Corée du Sud         | | Yun Hyo Jean | 0               | 1                | 1            |
| États-Unis           | William Fauver Randy Gardner Terry Kubicka James Millns David Santee Andrew Stroukoff Kent Weigle                                                                | Tai Reina Babilonia Wendy Burge Alice Cook Linda Fratianne Judi Genovesi Dorothy Hamill Susan Kelley Colleen O'Connor   | 7               | 8                | 15           |
| Finlande             | Pekka Leskinen | | 1               | 0                | 1            |
| France               | Jean-Christophe Simond | | 1               | 0                | 1            |
| Hongrie              | András Sallay László Vajda | Krisztina Regőczy | 2               | 1                | 3            |
| Italie               | Walter Cecconi Lamberto Ceserani Luigi Freroni | Stefania Bertele Matilde Ciccia Susanna Driano Isabella Rizzi                                                           | 3               | 4                | 7            |
| Japon                | Mitsuru Matsumura Minoru Sano | Emi Watanabe | 2               | 1                | 3            |
| Pays-Bas             | | Dianne de Leeuw | 0               | 1                | 1            |
| Pologne              | Piotr Bojanczyk | Grażyna Dudek Teresa Weyna                                                                                              | 1               | 2                | 3            |
| Royaume-Uni          | Robin Cousins John Curry Kenneth Foster Glyn Jones Warren Maxwell Colin Taylforth Glyn Watts                                                                     | Kay Barsdell Hilary Green Karena Richardson Erika Taylforth Janet Thompson                                              | 7               | 5                | 12           |
| Suisse               | Christian Künzle | Karin Künzle Danielle Rieder                                                                                            | 1               | 2                | 3            |
| Tchécoslovaquie      | Zdeněk Pazdírek Jiři Pokorný Alan Spiegl | Eva Ďurišinová Eva Peštová Ingrid Spieglová                                                                             | 3               | 3                | 6            |
| Union soviétique     | Vladimir Bogolyubov Aleksandr Gorchkov Guennadi Karponossov Vladimir Kovalev Andrei Minenkov Yuri Ovtchinnikov Aleksandr Vlasov Sergueï Volkov Aleksandr Zaïtsev | Marina Leonidova Natalia Linitchouk Irina Moïsseïeva Lioudmila Pakhomova Irina Rodnina Elena Vodorezova Irina Vorobieva | 9               | 7                | 16           |
| Total                | Total | Total | 52              | 53               | 105          |

## Podiums
| Épreuves                            | Or                                       | Argent                             | Bronze                          |
| ----------------------------------- | ---------------------------------------- | ---------------------------------- | ------------------------------- |
| Messieurs résultats détaillés       | John Curry                               | Vladimir Kovalev                   | Toller Cranston                 |
| Dames résultats détaillés           | Dorothy Hamill                           | Dianne de Leeuw                    | Christine Errath                |
| Couples résultats détaillés         | Irina Rodnina / Aleksandr Zaïtsev        | Romy Kermer / Rolf Österreich      | Manuela Groß / Uwe Kagelmann    |
| Danse sur glace résultats détaillés | Lioudmila Pakhomova / Aleksandr Gorchkov | Irina Moïsseïeva / Andrei Minenkov | Colleen O'Connor / James Millns |

## Tableau des médailles
| Rang  | Pays               | Médaille d'or, Jeux olympiques | Médaille d'argent, Jeux olympiques | Médaille de bronze, Jeux olympiques | Total |
| 1     | Union soviétique   | 2                              | 2                                  | 0                                   | 4     |
| 2     | États-Unis         | 1                              | 0                                  | 1                                   | 2     |
| 3     | Royaume-Uni        | 1                              | 0                                  | 0                                   | 1     |
| 4     | Allemagne de l'Est | 0                              | 1                                  | 2                                   | 3     |
| 5     | Pays-Bas           | 0                              | 1                                  | 0                                   | 1     |
| 6     | Canada             | 0                              | 0                                  | 1                                   | 1     |
| Total | Total              | 4                              | 4                                  | 4                                   | 12    |

## Détails des compétitions

### Messieurs

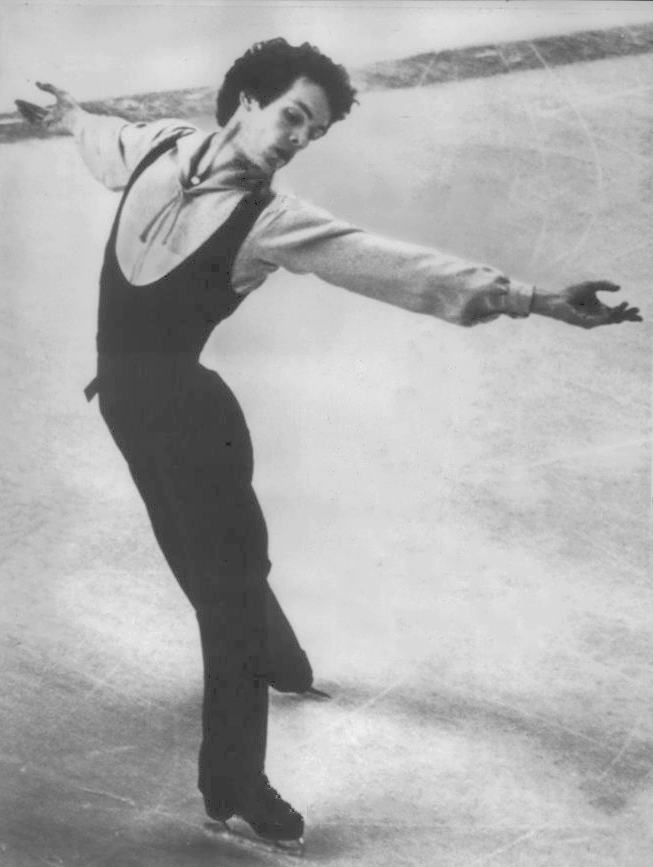
John Curry aux Jeux olympiques d'hiver de 1976.

| Rang    | Nom                    | Nation             | Places | Points | Fig. impo. | Prog. court | Prog. libre |
| ------- | ---------------------- | ------------------ | ------ | ------ | ---------- | ----------- | ----------- |
| 1       | John Curry             | Royaume-Uni        | 11.0   | 192.74 | 2          | 2           | 1           |
| 2       | Vladimir Kovalev       | Union soviétique   | 28.0   | 187.64 | 3          | 6           | 4           |
| 3       | Toller Cranston        | Canada             | 30.0   | 187.38 | 7          | 1           | 2           |
| 4       | Jan Hoffmann           | Allemagne de l'Est | 34.0   | 187.34 | 4          | 9           | 5           |
| 5       | Sergueï Volkov         | Union soviétique   | 53.0   | 184.08 | 1          | 5           | 9           |
| 6       | David Santee           | États-Unis         | 49.0   | 184.28 | 5          | 4           | 6           |
| 7       | Terry Kubicka          | États-Unis         | 56.0   | 183.30 | 11         | 10          | 3           |
| 8       | Yuri Ovtchinnikov      | Union soviétique   | 75.0   | 180.04 | 12         | 8           | 7           |
| 9       | Minoru Sano            | Japon              | 79.0   | 178.72 | 9          | 7           | 10          |
| 10      | Robin Cousins          | Royaume-Uni        | 83.0   | 178.14 | 14         | 11          | 8           |
| 11      | Mitsuru Matsumura      | Japon              | 99.0   | 172.48 | 16         | 12          | 11          |
| 12      | Zdeněk Pazdírek        | Tchécoslovaquie    | 106.0  | 172.48 | 8          | 13          | 12          |
| 13      | Pekka Leskinen         | Finlande           | 119.0  | 166.98 | 13         | 14          | 14          |
| 14      | Stan Bohonek           | Canada             | 124.0  | 165.88 | 17         | 15          | 13          |
| 15      | Jean-Christophe Simond | France             | 137.0  | 159.44 | 18         | 16          | 15          |
| 16      | Glyn Jones             | Royaume-Uni        | 141.0  | 157.24 | 19         | 17          | 16          |
| Abandon | Ron Shaver             | Canada             |        |        | 6          | 3           |             |
| Abandon | László Vajda           | Hongrie            |        |        | 10         |             |             |
| Abandon | Ronald Koppelent       | Autriche           |        |        | 15         |             |             |
| Abandon | William Schober        | Australie          |        |        | 20         |             |             |

### Dames
| Rang    | Nom                       | Nation               | Places | Points | Fig. impo. | Prog. court | Prog. libre |
| ------- | ------------------------- | -------------------- | ------ | ------ | ---------- | ----------- | ----------- |
| 1       | Dorothy Hamill            | États-Unis           | 9.0    | 193.80 | 2          | 1           | 1           |
| 2       | Dianne de Leeuw           | Pays-Bas             | 20.0   | 190.24 | 3          | 4           | 2           |
| 3       | Christine Errath          | Allemagne de l'Est   | 28.0   | 188.16 | 5          | 2           | 3           |
| 4       | Anett Pötzsch             | Allemagne de l'Est   | 33.0   | 187.42 | 4          | 3           | 4           |
| 5       | Isabel de Navarre         | Allemagne de l'Ouest | 59.0   | 182.42 | 1          | 11          | 12          |
| 6       | Wendy Burge               | États-Unis           | 63.0   | 182.14 | 6          | 8           | 9           |
| 7       | Susanna Driano            | Italie               | 63.0   | 181.62 | 8          | 7           | 7           |
| 8       | Linda Fratianne           | États-Unis           | 67.0   | 181.86 | 9          | 6           | 6           |
| 9       | Lynn Nightingale          | Canada               | 67.0   | 181.72 | 10         | 5           | 8           |
| 10      | Dagmar Lurz               | Allemagne de l'Ouest | 92.0   | 178.04 | 7          | 10          | 11          |
| 11      | Marion Weber              | Allemagne de l'Est   | 99.0   | 175.82 | 12         | 9           | 10          |
| 12      | Elena Vodorezova          | Union soviétique     | 104.0  | 175.58 | 18         | 13          | 5           |
| 13      | Emi Watanabe              | Japon                | 118.5  | 171.72 | 11         | 12          | 15          |
| 14      | Kim Alletson              | Canada               | 122.5  | 171.64 | 13         | 14          | 13          |
| 15      | Karena Richardson         | Royaume-Uni          | 137.0  | 166.52 | 17         | 15          | 14          |
| 16      | Claudia Kristofics-Binder | Autriche             | 149.0  | 162.88 | 15         | 18          | 16          |
| 17      | Yun Hyo Jean              | Corée du Sud         | 158.0  | 159.64 | 14         | 16          | 19          |
| 18      | Grażyna Dudek             | Pologne              | 159.0  | 159.48 | 20         | 20          | 17          |
| 19      | Eva Ďurišinová            | Tchécoslovaquie      | 162.0  | 158.22 | 19         | 17          | 18          |
| 20      | Sharon Burley             | Australie            | 180.0  | 149.26 | 21         | 19          | 20          |
| Abandon | Danielle Rieder           | Suisse               |        |        | 16         |             |             |

### Couples

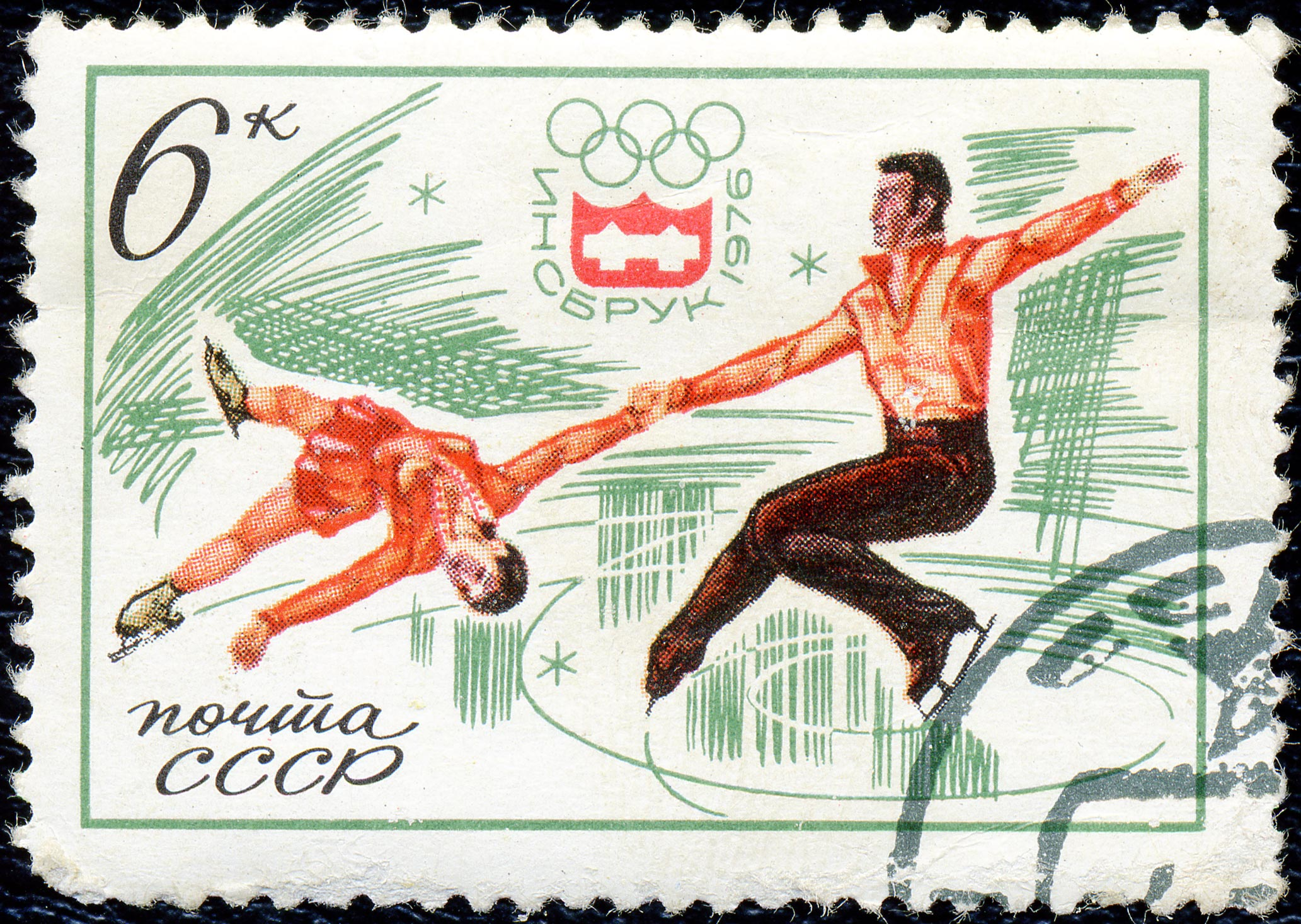
Timbre soviétique émis à l'occasion des XIIe Jeux olympiques d'hiver

| Rang | Nom                                    | Nation               | Places | Points | Prog. court | Prog. libre |
| ---- | -------------------------------------- | -------------------- | ------ | ------ | ----------- | ----------- |
| 1    | Irina Rodnina / Aleksandr Zaïtsev      | Union soviétique     | 9.0    | 140.54 | 1           | 1           |
| 2    | Romy Kermer / Rolf Österreich          | Allemagne de l'Est   | 21.0   | 136.35 | 2           | 2           |
| 3    | Manuela Groß / Uwe Kagelmann           | Allemagne de l'Est   | 34.0   | 134.57 | 4           | 3           |
| 4    | Irina Vorobieva / Aleksandr Vlasov     | Union soviétique     | 35.0   | 134.52 | 3           | 5           |
| 5    | Tai Reina Babilonia / Randy Gardner    | États-Unis           | 36.0   | 134.24 | 5           | 4           |
| 6    | Kerstin Stolfig / Veit Kempe           | Allemagne de l'Est   | 59.0   | 129.57 | 7           | 6           |
| 7    | Karin Künzle / Christian Künzle        | Suisse               | 64.0   | 128.97 | 6           | 7           |
| 8    | Corinna Halke / Eberhard Rausch        | Allemagne de l'Ouest | 72.0   | 127.37 | 8           | 8           |
| 9    | Marina Leonidova / Vladimir Bogolyubov | Union soviétique     | 76.0   | 127.06 | 9           | 9           |
| 10   | Ursula Nemec / Michael Nemec           | Autriche             | 96.0   | 121.30 | 12          | 10          |
| 11   | Erika Taylforth / Colin Taylforth      | Royaume-Uni          | 108.0  | 120.40 | 10          | 12          |
| 12   | Alice Cook / William Fauver            | États-Unis           | 106.0  | 119.36 | 11          | 13          |
| 13   | Ingrid Spieglová / Alan Spiegl         | Tchécoslovaquie      | 112.0  | 118.39 | 14          | 11          |
| 14   | Candace Jones / Donald Fraser          | Canada               | 117.0  | 116.54 | 13          | 14          |

### Danse sur glace
| Rang    | Nom                                       | Nation           | Places | Points | Danses imposées | Danse libre |
| ------- | ----------------------------------------- | ---------------- | ------ | ------ | --------------- | ----------- |
| 1       | Lioudmila Pakhomova / Aleksandr Gorchkov  | Union soviétique | 9.0    | 209.92 | 1               | 1           |
| 2       | Irina Moïsseïeva / Andrei Minenkov        | Union soviétique | 20.0   | 204.88 | 2               | 2           |
| 3       | Colleen O'Connor / James Millns           | États-Unis       | 27.0   | 202.64 | 3               | 3           |
| 4       | Natalia Linitchouk / Guennadi Karponossov | Union soviétique | 35.0   | 199.10 | 4               | 4           |
| 5       | Krisztina Regőczy / András Sallay         | Hongrie          | 48.5   | 195.92 | 5               | 5           |
| 6       | Matilde Ciccia / Lamberto Ceserani        | Italie           | 58.5   | 191.46 | 7               | 6           |
| 7       | Hilary Green / Glyn Watts                 | Royaume-Uni      | 57.0   | 191.40 | 6               | 7           |
| 8       | Janet Thompson / Warren Maxwell           | Royaume-Uni      | 78.0   | 186.80 | 8               | 8           |
| 9       | Teresa Weyna / Piotr Bojanczyk            | Pologne          | 90.0   | 182.20 | 9               | 11          |
| 10      | Barbara Berezowski / David Porter         | Canada           | 86.0   | 182.90 | 10              | 9           |
| 11      | Eva Peštová / Jiři Pokorný                | Tchécoslovaquie  | 96.0   | 180.60 | 11              | 10          |
| 12      | Kay Barsdell / Kenneth Foster             | Royaume-Uni      | 111.0  | 175.16 | 13              | 13          |
| 13      | Susan Carscallen / Eric Gillies           | Canada           | 107.0  | 175.96 | 14              | 12          |
| 14      | Isabella Rizzi / Luigi Freroni            | Italie           | 133.0  | 168.64 | 17              | 14          |
| 15      | Judi Genovesi / Kent Weigle               | États-Unis       | 134.0  | 168.26 | 15              | 16          |
| 16      | Stefania Bertele / Walter Cecconi         | Italie           | 140.0  | 166.22 | 16              | 17          |
| 17      | Susan Kelley / Andrew Stroukoff           | États-Unis       | 147.0  | 165.12 | 18              | 15          |
| Abandon | Susanne Handschmann / Peter Handschmann   | Autriche         |        |        | 12              |             |